# Fairview (Montana)
Fairview és una població dels Estats Units a l'estat de Montana. Segons el cens del 2000 tenia 709 habitants.

## Demografia
Segons el cens del 2000, Fairview tenia 709 habitants, 310 habitatges, i 184 famílies. La densitat de població era de 285,2 habitants per km².
Dels 310 habitatges en un 29% hi vivien nens de menys de 18 anys, en un 47,4% hi vivien parelles casades, en un 7,7% dones solteres, i en un 40,6% no eren unitats familiars. En el 38,7% dels habitatges hi vivien persones soles el 18,7% de les quals corresponia a persones de 65 anys o més que vivien soles. El nombre mitjà de persones vivint en cada habitatge era de 2,29 i el nombre mitjà de persones que vivien en cada família era de 3,09.
Per edats la població es repartia de la següent manera: un 27,5% tenia menys de 18 anys, un 6,1% entre 18 i 24, un 26,7% entre 25 i 44, un 22,6% de 45 a 60 i un 17,2% 65 anys o més.
L'edat mediana era de 39 anys. Per cada 100 dones de 18 o més anys hi havia 94 homes.
La renda mediana per habitatge era de 26.023 $ i la renda mediana per família de 33.125 $. Els homes tenien una renda mediana de 24.000 $ mentre que les dones 18.125 $. La renda per capita de la població era de 13.235 $. Aproximadament l'11,1% de les famílies i el 15,7% de la població estaven per davall del llindar de pobresa.

## Poblacions més properes
El següent diagrama mostra les poblacions més properes.